# حمله مغول به ژاپن
حمله مغول به ژاپن یا گِنکو (به ژاپنی: 元寇 Genkō)، به دو حملهٔ سلسله یوآن به ژاپن در دوره کاماکورا گفته می‌شود. به‌طور عمده صحنهٔ این جنگ‌ها کیوشو در جنوب غربی ژاپن بوده‌است. قوبلای خان امپراتور مغول پس از مسلط شدن بر چین شمالی و اشغال پادشاهی گوریو (کُره)، شش بار سفیرانی به ژاپن فرستاد و خواستار اظهار انقیاد ژاپن و شناسایی و قبول برتری چین در شرق آسیا توسط ژاپن شد اما هوجو توکیمونه فرماندار نظامی ژاپن هر بار این سفیران را بدون پاسخ گذاشت و به حالت آماده‌باش جهت حمله درآمد. حمله نخست مغول نبرد بون‌ای نام دارد و در سال ۱۲۷۴ میلادی رخ داد. در این حمله با وجود برتری نظامی و پیشروی سپاهیان امپراتوری مغول، سربازان پس از یک روز نبرد شدید، هنگام شب عقب‌نشینی کرده و به کشتی‌هایشان بازگشتند. حوادثی که بعد از سوار شدن سربازان مهاجم به کشتی‌ها رخ داده و باعث برنگشتن بیش از نیمی از این سربازان به سرزمین چین شده، هنوز در پرده‌ای از ابهام باقی‌مانده‌است.
وقوع حملهٔ دوم مغول به نام نبرد کوآن، در سال ۱۲۸۱ میلادی بوده‌است. در حملهٔ دوم دو ناوگان با فاصلهٔ زمانی و عدم‌هماهنگی از کشور گوریو (کُره) و کشور چین جنوبی، که به‌تازگی به تصرف مغول درآمده بود، به حرکت درآمدند. هر چند توسط ناوگان اول حملاتی به چند جزیره صورت گرفت اما توفان شدید، لشکر مشترک مهاجم را از انجام حملهٔ اصلی و پیاده شدن در خاک ژاپن بازداشت؛ و این حمله با شکست کامل مغول پایان یافت.
توفان شدیدی که کشتی مهاجمان را در هم کوبید، بعدها باد الهی یا کامی‌کازه نامیده شد. به جز اشغال ژاپن در جریان جنگ جهانی دوم، این دو حمله به ژاپن تنها حمله‌ای بوده‌است که با هدف اشغال این سرزمین، توسط یک نیروی خارجی در طی تمام تاریخ این کشور، صورت گرفته‌است. پیامد سال‌ها تدارک نظامی به منظور جنگ با مغولان، برای حکومت کاماکورا مصیبت‌آمیز بود. بسیاری از وفادارانی که برای پاسداری از حکومت جنگیده بودند، اینک در انتظار پاداش بودند و برآورده‌کردن این خواسته از توان حاکمان خارج بود. از این رو، مشکلات مالی و کاهش وفاداری در میان اربابان قدرتمند به فروپاشی حکومت کاماکورا کمک کرد.

## تعریف
گِنکُو (به ژاپنی: 元寇 Genkō) از لحاظ لغوی از دو کانجی «元» به معنای «دودمان یوآن» و دیگری «寇» به معنای «یورش» تشکیل شده‌است و معنای تحت‌الفظی آن «یورش مغول» است. گِنکُو نامِ دو حملهٔ امپراتوری مغول به ژاپن است، و از دو نبرد تشکیل شده‌است، اولین حمله نبرد بون‌ای در پاییز سال ۱۲۷۴ میلادی برابر با سال یازدهم دورهٔ بون‌ای و پس از هفت سال حمله دیگر نبرد کوآن در تابستان ۱۲۸۱ میلادی برابر با سال چهارم دورهٔ کوآن رخ داد.

## اوضاع سیاسی و نظامی در دوره کاماکورا
حکومت شوگون‌سالاری کاماکورا در سال ۱۱۸۵ میلادی بنیان‌گذاری شد و مقر آن شهر کاماکورا قرار گرفت. در این دوره امپراتور، دربار و حکومت مرکزی سنتی به نهادهایی تشریفاتی مبدل شدند. در این زمان اساس حکومت دیکتاتوری نظامی شوگون‌ها ریخته شد و اصول و قوانین آن تکوین و تدوین یافت؛ سپاه سامورایی شکل گرفت و قالب اصلی خود را پیدا کرد. هم‌زمان با تشکیل دوره کاماکورا، رسم خودکشی سامورایی یا هاراکیری به وجود آمده و رواج پیدا کرد. پس از منقرض شدن نسل میناموتونو یوری‌تومو نخستین شوگون و بنیانگذار شوگون‌سالاری کاماکورا، خاندان همسر وی، هوجو ماساکو، قدرت را در کشور در دست گرفتند. اکثر شوگون‌های دوره کاماکورا ناتوان و در واقع تحت کنترل کامل خاندان هوجو بودند. مقام شیکّن (معاونت شوگون) تنها در انحصار خاندان هوجو بود و بیشتر ایام این دوره، شیکّن‌ها اداره کشور را در دست داشتند.
رابطهٔ بین سامورایی‌ها و شوگون در دوره کاماکورا بر پایه اصلی به نام پاداش-خدمت بود. سامورایی‌ها در عوض خدمت به شوگون حفظ مالکیت اراضی‌شان تأمین می‌شد و در صورتی که در نبردها می‌توانستند اراضی جدیدی را تصرف کنند، مالکیت اراضی جدید را نیز به دست می‌آوردند. در مقابل دریافت چنین پاداشی آنها می‌بایست به شوگون وفادار می‌ماندند و پیرو امر وی در جنگ‌ها شرکت می‌کردند و در تأمین هزینه‌های جنگ سهیم می‌شدند. همچنین در صورت انجام یک خدمت برجسته و مهم زمین‌های تازه یا مقام و مناصبی بلندپایه به سامورایی‌ها داده می‌شد.

## اوضاع سیاسی و نظامی مغول

قلمرو امپراتوری مغول با رنگ قرمز مشخص شده‌است.

در قرن‌های دوازده و سیزده میلادی، بزرگ‌ترین قدرت نظامی که جهان تا آن روز دیده بود، به‌وسیلهٔ خان معروف مغول چنگیز خان در آسیای مرکزی پدیدار شد، و به حرکت درآمد. مغولان طی چند دهه سرزمین‌های آسیا را درنوردیدند و تا نواحی شرق اروپا نیز راه یافتند.

### تصرف گوریو
در نیمهٔ قرن سیزدهم و در سال ۱۲۳۱ میلادی، امپراتوری مغول به دستور اوگتای خان یورش خود را به پادشاهی گوریو (زمان حکمرانی ۱۳۹۲–۹۱۸ میلادی) در شبه‌جزیرهٔ کره آغاز کرد. ارتش باتجربه مغول موفق شد پایتخت آن روز کائسونگ را تصرف کند. پادشاه گوریو با درک اینکه با سقوط پایتخت قادر به مقاومت در برابر مهاجمان مغول نیست، خواستار صلح شد. مغول با قبول درخواست صلح، باج و خراج بسیار سنگینی را از گوریو مطالبه و هفتاد و دو مقام اداری مغول را به هدف اطمینان از رعایت شرایط صلح در شهرهای مختلف در شمال غربی گوریو مستقر کرد.
در اوت سال ۱۲۳۲ میلادی، پادشاه گوریو باهدف ادامه مقاومت در برابر این یورش و با توجه به ضعف نیروی دریایی مغول، پایتخت را از کائسونگ به جزیره گانگوا انتقال داد. همچنین دستور داد که مردم عادی از حومه شهرها فرار کرده و در شهرهای بزرگ، دژهای کوهستانی یا جزایر پناه بگیرند. در پی آن سپاه مغول بار دیگر حمله به گوریو را آغاز کرد و جنگ بین مردم این کشور و سپاه مغول سه دهه ادامه پیدا کرد. در طی این جنگ سی ساله بسیاری از معابد و مراکز فرهنگی گوریو به آتش کشیده شد و تعداد بسیاری از مردم کشته شدند. در سال ۱۲۶۰ پادشاه گوریو که امید به پیروزی را از دست داده بود صلح را بر ادامه جنگ ترجیح داد و بدین ترتیب، گوریو تسلیم و ضمیمهٔ امپراتوری مغول شد اما گروه دیگری که مخالف این تسلیم بودند، سپاه سانبتسوشو را در سال ۱۲۷۰ تشکیل دادند و نبرد با سپاه مغول را تا سال ۱۲۷۳ ادامه دادند. این شورش در نهایت سرکوب شد. درگیر شدن سپاه مغول در این شورش یکی از عوامل تأخیر حمله مغول به ژاپن دانسته می‌شود.

### تصرف چین

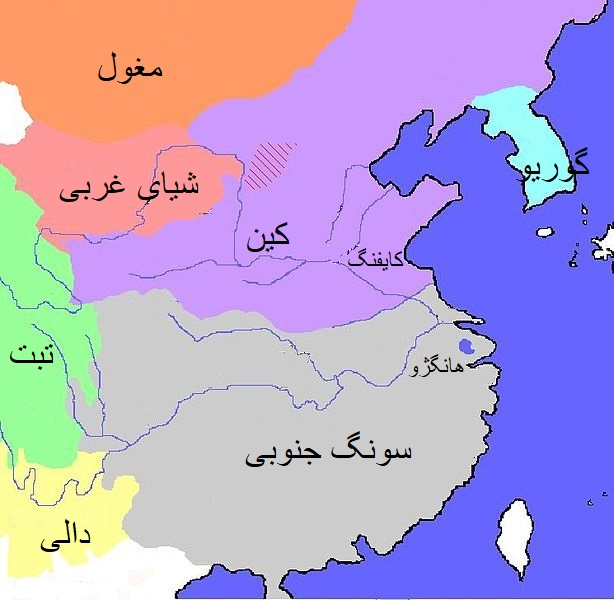
سلسلهٔ کین و سونگ جنوبی قبل از حمله مغول

در قرن دوازدهم میلادی، کشور چین بین دو سلسله تقسیم می‌شد: یکی سلسلهٔ کین (۱۱۱۵–۱۲۳۴) که بر چین شمالی تسلط داشت، و سلسلهٔ دیگر سونگ جنوبی (۱۱۲۷–۱۲۷۹) بود که بر چین جنوبی حکومت می‌کرد. در سال ۱۲۱۱ میلادی چنگیز خان با تمام قوا به سلسله کین حمله کرد. هدف از این حمله به دست آوردن اسب و مراتع دولتی بود که اسبان نظامی در آن پرورش می‌یافتند. در آن زمان اسب یکی از مهم‌ترین ابزارهای جنگی به شمار می‌آمد. سلسله کین پس‌از از دست‌دادن تعداد بسیاری از اسبان و مراتع، تضعیف شد. با تسلط مغولان بر پکن، پایتخت چین شمالی که در مرکز کشور قرار داشت، سلسله کین به طرف نواحی جنوبی‌تر عقب‌نشینی کرد و پایتخت را شهر کایفنگ قرار داد. جنگ مغول-کین، مابین امپراتوری مغول و سلسلهٔ کین در شمال چین به مدت ۲۳ سال ادامه داشت و عاقبت به سقوط سلسله کین به دست مغول در سال ۱۲۳۴ میلادی انجامید.
منگوقاآن (زمان حیات ۱۲۰۹ تا ۱۲۵۹) پسر تولی خان (چهارمین و کوچک‌ترین پسر چنگیز خان) که چهارمین خاقان حکومت مغول بود، برادر کوچکتر خویش قوبلای خان را به فتح سونگ جنوبی مأمور کرد. قوبلای تا سال فوت منگوقاآن به تسخیر آن سرزمین مشغول بود و قسمتی از آن را، به همراه منگوقاآن که از نواحی دیگر به این کشور حمله کرده بود، گشود. در هنگامهٔ جنگ منگوقاآن به علت بیماری درگذشت و قوبلای تهاجم خود را رها کرده برای تعیین خاقان جدید مغول، به چین شمالی رفت و توانست در رقابت با دو برادرش اریق بوقا و هولاکو خان، پیروز شده و جانشین منگوقاآن شود. قوبلای خود را جانشین امپراتور سابق چین معرفی کرد و مقر سلطنت خود را در شهر قدیم پکن قرار داد. قوبلای سپس توانست با جنگ‌های بسیار، تمام چین جنوبی را بگیرد، و سلسلهٔ سونگ جنوبی را براندازد و سلسله یوآن (۱۲۷۱–۱۳۶۸ میلادی) را در چین بنیان‌گذاری کند. در زمان دودمان یوآن، تمامی خاک چین برای نخستین‌بار تحت سلطهٔ یک امپراتوری غیرچینی درآمد. قوبلای خان به این ترتیب امپراتور مغولستان و چین شد و شهر پکن را به پایتختی امپراتوری خود برگزید.

## زمینه جنگ
بسیاری از محققان معتقدند که مغولان برای به دست آوردن ثروت به ژاپن حمله کردند. مارکو پولو که در حدود ۱۷ سال، از سال ۱۲۷۵ تا ۱۲۹۲ همزمان با حملهٔ مغول به ژاپن، در چین اقامت داشته‌است، در کتاب خود، سفرهای مارکوپولو، پس از معرفی ژاپن، به علاقه قوبلای خان به تصرف ژاپن اشاره کرده و ثروت این کشور را که سبب به وجود آمدن علاقمندی قوبلای خان دانسته‌است.
ژاپن و سونگ جنوبی سابقه دوستی ۳۰۰ ساله داشتند و ژاپن در طی تسخیر سلسله سونگ توسط مغول (۱۲۷۹–۱۲۳۵) با صدور گوگرد به چین به تقویت نظامی این کشور یاری می‌رساند. چینی‌ها ۱۰۰ سال قبل از حمله مغول در جنگ‌ها از باروت استفاده می‌کردند. ماده اولیهٔ ساخت باروت، گوگرد است که در چین کمیاب است اما در ژاپن به علت وجود منطقه‌های آتشفشانی، بسیار یافت می‌شود. قوبلای خان لازم می‌دید که راه صدور گوگرد را به چین ببندد و با تصرف ژاپن قصد داشت که این منبع مهم تسلیحاتی را تحت تسلط خویش درآورد.

### اعزام هیئت از طرف قوبلای خان به ژاپن
در سال ۱۲۶۶ میلادی قوبلای خان پیغامی حاوی هشدارهای دیپلماتیک خطاب به امپراتور ژاپن تدوین کرد و دستور داد تا این نامه توسط هیئتی به ژاپن رسانده شود. قرار بود این هیئت از راه گوریو به ژاپن برسد و پس از رسیدن به این کشور، از شاه گوریو، ون جونگ، خواسته شد که نقش میانجی را برعهده بگیرد و ترتیبی داده شود که اشخاصی از کشور گوریو که با راه‌های ژاپن آشنایی داشتند، هیئت مغولی را تا مقصد همراهی کنند. از طرف دیگر گوریو از حمله مغول به ژاپن و بار هزینه‌های نظامی که پس از حمله، توسط امپراتوری مغول بر روی دوش این کشور گذاشته می‌شد، واهمه داشت. هیئت مغولی با راهنمایی مأمورانی از گوریو تا جزیره کُره‌ای جئونجدو در مرز دریایی با ژاپن رسیدند. در این جزیره مأموران گوریویی باد و طوفانی بودن دریا را بهانه کرده و ادامه سفر را خطرناک دانستند. به همین علت هیئت قوبلای خان مجبور شد که مأموریت را ناتمام گذاشته و به چین بازگردد.
قوبلای خان پس از شنیدن علت برگشت هیئت اول، به شاه گوریو دستور داد مسئولیت عدم انجام دستور وی را برعهده بگیرد. شاه گوریو که کشورش در آن زمان در سلطهٔ سلسله مغولی یوآن بود چاره‌ای جز اطاعت نداشت؛ و این بار کار رساندن پیغام برعهدهٔ مأموران کشور گوریو گذاشته شد. در نتیجه در ژانویه ۱۲۶۸ میلادی هیئت دوم که از اهالی گوریو تشکیل شده بود به ژاپن رسید و پیغام زیر را به امپراتور ژاپن ابلاغ کرد:
پس از آگاهی امپراتور ژاپن از محتوای نامه، بحث و مشورت در مورد چگونگی واکنش در برابر این پیغام، به علت لحن بی‌ادبانه و تهدیدآمیز نامهٔ فرستاده‌شده، انجام شد؛ و سرانجام هوجو توکیمونه، هشتمین شیکّن، که در همان سال و در سن هجده سالگی به این سمت منصوب شده بود، تصمیم گرفت هیچ پاسخی به این پیغام‌ها ندهد. به غیر از این دو هیئت، مغولان چهار بار دیگر فرستادگانی، در سال‌های ۱۲۶۹ (دوبار)، ۱۲۷۱، و ۱۲۷۲ به ژاپن فرستادند. اما توکیمونه هر بار مأموران قوبلای خان را بدون جواب گذاشت و حتی اجازهٔ ورود به پایتخت ژاپن را به آن‌ها نداد.
تاریخ‌نگار دوره کاماکورا، کاوازوئه شوجی توضیح می‌دهد که مغولان در ابتدا به منظور جلوگیری از کمک ژاپنی‌ها به سونگ جنوبی، به دنبال ایجاد روابط با ژاپن بودند اما ژاپنی‌ها درخواست مغول را اعلان جنگ قلمداد کردند. در آن زمان ژاپن جامعه‌ای بود که توسط نظامیان اداره می‌شد و فرمانروایان در این کشور مستعد جنگ بودند. این احتمال نیز وجود دارد که درک ژاپن از پیغام‌های مغولان مغرضانه باشد. هوجو توکیمونه اعتقاد عمیقی به آیین ذن داشت و اطلاعاتی که دربارهٔ چین دریافت می‌کرد به ویژه از طریق، راهبان ذن بود که از چین جنوبی، که در حال جنگ با مغولان بود، گریخته و در ژاپن در پناه توکیمونه قرار داشتند. مخالفت شدید آنان با مذاکره و قبول درخواست قوبلای خان از جمله عواملی بود که بر تصمیم فرمانروای نظامی جوان تأثیر بسیاری گذاشت.
متن تهدیدآمیز پیغام‌های قوبلای‌خان باعث شد ژاپن در برابر حملهٔ خارجیان به حال آماده‌باش دربیاید. کمی پیش از شروع حمله امپراتور ژاپن به قصد دعا برای پیروزی به معبد شینتو رفت و توکیمونه فرماندهٔ نظامی ژاپن نیز نیایش‌های خود را با نوشتن دعاهای بودایی با خونش انجام داد.

## پیش از نبرد

### شکل گرفتندیکتاتوری خاندان هوجو
در ایام سال نو ۱۲۶۸ سفیران کشور گوریو نامهٔ تهدیدآمیز قوبلای خان را به دولت محلی دازایفو در کیوشو، جنوب غربی ژاپن، تحویل دادند. در ماه سوم شوگون‌سالاری کاماکورا که در انتظار حمله مغول بود، جهت یک‌پارچه‌کردن قدرت، هوجو توکیمونه را که از خاندان اصلی هوجو بود، به عنوان هشتمین شیکّن منصوب کرد. در ماه دهم از سال ۱۲۷۱ نیچیرن بنیانگذار بوداگرایی نیچیرن تبعید شد. نیچیرن باور داشت که جوهرِ آموزه‌های بودا در سوره نیلوفر است. بر طبق نظر نیچیرن فرقه‌های دیگری که در آن زمان در ژاپن وجود داشتند، حقیقت را اشتباه فهمیده بودند و همین اعتقاد باعث شد که نیچیرن از سایر مکاتب بودیسم و حکومت را که از آنها حمایت می‌کرد را شدیداً انتقاد کند.
در این زمان بیشتر فرماندارانِ منطقه کیوشو از شاخه دیگر خاندان هوجو بنام خاندان هوجو (شاخه ناگوئه) بودند. این شاخه بعد از شاخهٔ اصلی، بیشترین قدرت را در ژاپن در اختیار داشت و در سال ۱۲۴۶ میلادی، شورش میا را به علت اختلاف با خاندان اصلی در مورد سهم و حق خود در قدرت، موجب شده بود. در روز هفتم از ماه دوم سال ۱۳۷۲ شورشی در کاماکورا رخ داد. در روز یازدهم هوجو نوری‌توکی و هوجو توکی‌آکی دو برادر از اعضای خاندان هوجو (شاخه ناگوئه) به جرم دست داشتن در این شورش به قتل رسیدند. هوجو توکی‌آکی پس از قتل، بی‌گناه اعلام شد، و پنج سامورایی مسئول قتل وی گردن زده شدند. پس از قتل هوجو توکی‌آکی که فرماندار سه ولایت در کیوشو بود، فرمانداری این مناطق به افرادی از شاخه اصلی خاندان هوجو منتقل شد. این تغییر به این علت دانسته می‌شود که در صورت حمله مغول فرمانداران و افراد وابسته به شاخه فرعی خاندان هوجو (شاخه ناگوئه) از اریکه قدرت در منطقه جنوبی کشور حذف شوند و از نظر امنیتی کسانی که فرمانبرداری بیشتری از هوجو توکیمونه داشتند جایگزین آنان شوند.
توکیمونه برادر بزرگتری از خود بنام هوجو توکیسوکه داشت که مادر وی سوکوشیتسو (زن غیراصلی) پدر وی بود؛ و خود وی، بزرگ‌ترین پسر از زن اصلی پدرش محسوب می‌شد. توکیسوکه نیز در همان ماه به دستور نابرادری‌اش، هوجو توکیمونه به جرم شورش به قتل رسید. کشته‌شدن وی نیز؛ در راستای تصفیه نیروهای مخالف احتمالی قبل از حمله مغول و استقرار بیش از پیش یکه‌سالاری خاندان هوجو ارزیابی می‌شود.

### تسلط کامل مغول بر گوریو
زمان و اجرای واقعی طرحی حمله مغول به ژاپن با تغییر شرایط در گوریو (کُره) گره خورده بود، از ششمین ماه ۱۲۶۹ به دلیل فروپاشی پادشاهی گوریو، جنگ داخلی و شورش در آن کشور حاکم بود. پس از آن مغول‌ها توانستند موقعیت خود را در گوریو تقویت کرده و از این طریق پیشروی خود را به ژاپن تسهیل کنند. در دوازدهم ماه سال ۱۲۷۰، سلسله یوآن ارتش را در گوریو مستقر کرد. در این میان، وی با استفاده از نیروی ترکیبی از مغول‌ها و کره ای‌ها حمله اصلی علیه عناصر شورشی سانبتسوشو را در خود گوریو انجام داد. در سال ۱۲۷۱، ژاپن پیامی را از شورشیان گوریو دریافت کرد که در مورد پیشروی مغول هشدار داده و از ژاپن تقاضای ارسال مواد غذایی و جنگجو برای مبارزه با مغول در گوریو شده بود. در ماه پنجم سال ۱۲۷۱، این عناصر شورشی شکست خوردند. اگرچه برخی از آنها به سمت جنوب نقل مکان کردند و توانستند مقاومت خود را برای مدتی ادامه دهند. قوبلای خان به کشور گوریو که در آن زمان تحت تسلط مغول بود، دستور داده بود که برای حمله به ژاپن در مدت ۵ ماه، ۹۰۰ کشتی جنگی بسازد. کشتی‌ها در مدت ۵ ماه آماده و ساخته شدند اما این کشتی‌ها که تحت فشار قوای مغول ساخته بودند از نظر کیفیت و استحکام دارای کیفیت بسیار پایینی بودند. شروع نخستین حمله مغول در نوامبر سال ۱۲۷۴ میلادی بود و تعداد سپاهیان متحد سلسله یوآن و گوریو و مغول بر روی هم به‌طور تقریبی بالغ بر ۳۳٬۰۰۰ نفر بود.

## نخستین نبرد، نبرد بون‌ای

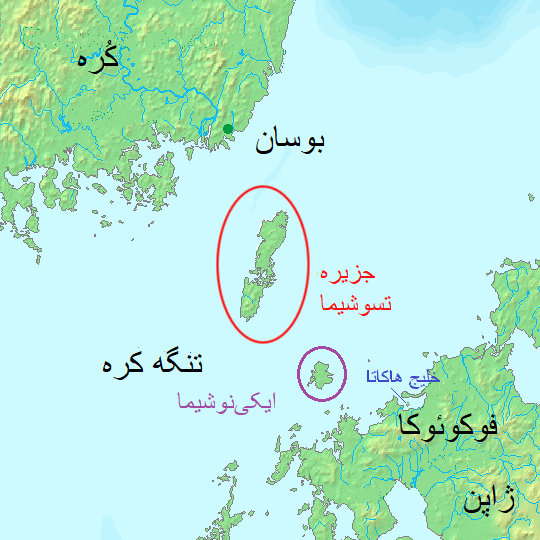
جزیرهٔ تسوشیما مابین دو کشور ژاپن و کُرِهٔ جنوبی قرار دارد. این جزیره به شبه جزیرهٔ کُرِه نزدیک‌تر از ژاپن است و تنها ۵۰ کیلومتر با شهر بوسان در کره فاصله دارد. جزیرهٔ دایره مانند و بزرگ دیگری که به شهر فوکوئوکا نزدیک‌تر است جزیرهٔ ایکی‌نوشیما نام دارد. دو جزیرهٔ فوق به همراه سواحل خلیج هاکاتا سه مکانی بود که نیروهای امپراتوری مغول در حملهٔ نخست در آن نیرو پیاده کردند.

### پیروزی مغول در تصرف جزایر ژاپنی
نبرد تسوشیما، پیروزی مغول
سپاهیان مغول دو روز بعد از حرکت، در ۵ اکتبر، به جزیرهٔ تسوشیما (بزرگ‌ترین جزیرهٔ استان ناگاساکی) رسیدند و نیروی دفاعی این جزیره را شکست دادند. در مورد برخورد با اهالی ژاپن نوشته‌ای از نیچیرن (۱۲۸۲–۱۲۲۲)، رهبر و مؤسس فرقهٔ بوداگرایی نیچیرن، باقی مانده مبنی بر اینکه تمامی مردان جزیره را کشتند یا به اسارت گرفتند و زنان را در یک جا جمع‌آوری و کف دستشان را سوراخ کردند و با طنابی که از کف دستشان رد شده بود به یکدیگر متصل کردند و در درون کشتی‌ها آنان را به کشتی بستند.
نبرد جزیرهٔ ایکی
در ۱۴ اکتبر، در جزیرهٔ ایکی‌نوشیما پیاده شدند.
نبرد جزیره هیرادوشیما، تاکا و نوکونو
در ۱۶–۱۷ اکتبر، بر اساس کتاب تاریخی هاچیمان گودوکون، سه جزیره جزیره هیرادوشیما، تاکا و نوکونو مورد حمله قرار گرفتند.

### پیاده شدن مغول‌ها در خلیج هاکاتا
سپاه متحد در روز ۱۹ نوامبر (روز بیستم از ماه دهم سال یازدهم بون‌ای) در سواحل خلیج هاکاتا واقع در جنوب غربی ژاپن پیاده شده و به مناطقی که امروزه شهر فوکوئوکا در آن قرار گرفته، حمله‌ور شدند. قوای مغول تنها از نظر تعداد بر سپاه ژاپن برتری نداشتند بلکه آن‌ها از سلاح‌هایی استفاده می‌کردند که برای ژاپنی‌ها ناشناخته بود. یکی از این سلاح‌ها، سلاحی نارنجک مانند به نام «تتسوهائو» بود. این ابزار به شکل توپی بود که درون آن با باروت پر شده بود و با اینکه باعث کشته شدن سربازان نمی‌شد اما هنگام انفجار به علت تولید صدای مهیب به همراه دود باعث ترسیدن اسب‌ها و پراکنده شدن سربازان ژاپنی می‌شد. همچنین استفاده از تیرهای آغشته شده به زهر، اسب‌ها و سربازان سپاه ژاپنی را یکی بعد از دیگری از پا می‌انداخت. از نظر عملیات جنگ گروهی و فن جنگیدن نیز سپاه ژاپنی در سطح پایین‌تری از سپاه مهاجم قرار داشتند.

### نبرد آکاساکا، پیروزی ژاپن
نیروهای متحد مغول پس از پیاده شدن در خلیج هاکاتا، کوه آکاساکا که امروزه در بخش مرکزی شهر فوکوئوکا واقع شده‌است را پایگاه خود قرار دادند. اولین کاری که مغولان پس از فرود در یک کشور دشمن مدنظر داشتند، قرار گرفتن در پایگاه امن بود و «کوه آکاساکا» به علت مرتفع بودن به عنوان پایگاه امن انتخاب شده بود. در همین زمان، یک سامورایی به نام کیکوچی تاکه‌فوسا با همراهی صد سرباز حملهٔ غافلگیرانه‌ای انجام داد و توانست ارتش مغول را در کوه آکاساکا شکست دهد و برای گرفتن پاداش سر تعداد زیادی از سربازان مهاجم را بریده و همراه خود ببرد.

### نبرد توریکای گاتا، پیروزی ژاپن

تصویری از نبرد توریکای‌گاتا، در این تصویر تاکه‌زاکی سوئه‌ناگا بر روی اسب سمت راست قرار دارد. بعد از پایان این جنگ، نحوه شرکت سوئه‌ناگا در نبردها به سفارش وی توسط یک استاد در پرده بزرگ نقاشی حمله مغول به نام موکو شورای اکوتوبا به تصویر کشیده شد. سمت چپ ارتش متحد مغول است؛ و انفجار «تتسوهائو» (نوعی نارنجک دستی) در سمت راست بالای تصویر به چشم می‌خورد.

پس از شکست نیروهای متحد در آکاساکا، آنان در جستجوی یک پایگاه دیگر به سمت «کوه سوهارا» که در غرب کوه آکاساکا قرار دارد حرکت کردند. تحت تعقیب قرار دادن این سپاه و حمله به آنان توسط ژاپنی‌ها نبرد توریکای گاتا نامیده می‌شود. در نتیجه این حملات معاون سپاه چینی ریو فوکوکو مورد اصابت تیر قرار می‌گیرد و زخمی می‌شود.

### عقب‌نشینی مغول
سپاه مهاجم مغول توانسته بود تا کیلومترها در داخل سواحل خلیج هاکاتا پیشروی کند تا اینکه به‌طور کاملاً غیرمترقبه و با وجود برتری، در شب تمامی سربازان سلسلهٔ یوآن به کشتی‌های خود در خلیج هاکاتا سوار شدند. برخی از مفسران علت عقب‌نشینی سپاهیان چینی را پیشگیری از شبیخون و حمله شبانهٔ ژاپنی‌ها می‌دانند. ژاپنی‌ها که تنها با یک روز جنگیدن تا آخرین قلعهٔ دازایفو، به نام قلعهٔ میزوکی عقب‌نشینی کرده بودند، آن شب را با ناامیدی طی کردند اما روز بعد با کمال ناباوری دیدند که اثری از کشتی‌های مهاجم در سواحل نیست.
در یک کتاب تاریخی چین به نام تاریخ یوآن، علت بازگشت به پایان رسیدن تیرهای سربازان در طی جنگ با سربازان ژاپنی ذکر شده و در ادامه آمده که ادامهٔ جنگ بدون تیر ناممکن بوده‌است. همچنین در این کتاب از زخم شدید معاون سپاه چینی ریو فوکوکو ذکر رفته‌است که به عنوان دلیل بازگشت در نظر گرفته می‌شود. به هر صورت به نظر می‌رسد که سپاه چینی به اراده و خواست خود از خاک ژاپن عقب‌نشینی کرده‌است. خبر ناپدید شدن کشتی‌ها به کیوتو مقر امپراتوری ژاپن رسید و شایعه شد که سپاه دشمن نفرین شده و درحالی‌که از جزئیات و چگونگی وضعیت کشتی‌های چینی اطلاعی در دست نبود، به اطلاع دولت کاماکورا و امپراتور رسانده شد که در نتیجه دعاهای همگانی، سپاه دشمن را توفان با خود برده‌است. این توفان را ژاپنی‌ها کامی‌کازه یا باد الهی نام دادند.
در واقع وقایعی که بعد از سوار شدن سربازان به کشتی رخ داده و باعث شده بیش از نیمی از سربازان به کشور خود بازنگردند، چندان مشخص نیست و این مسئله یکی از معماهای تاریخی کشور ژاپن به‌شمار می‌آید. در منابع چینی اطلاعات در مورد این جنگ بسیار مختصر است و تنها ذکر شده که سپاهیان چینی به علت به پایان رسیدن تیر، تصمیم به عقب‌نشینی گرفتند و هیچ اشاره‌ای به باد و توفان نشده‌است. در یکی از منابع تاریخی گوریو بنام دونگوک تونگام، نوشته شده که تندباد همراه با باران در شب باعث کوبیده شدن کشتی‌ها به صخره‌ها و درهم شکسته شدن آن‌ها شد اما در این منبع اشاره‌ای به تاریخ وقوع توفان نشده‌است. همان‌طور در خاطرات یک صاحب‌منصب ژاپنی که به نام کانچوکی معروف است، نیز مطالب مشابهی به چشم می‌خورد اما مکان و تاریخ وقوع توفان ذکر نشده‌است. بر اساس مطالب این منبع تاریخی، نویسنده این مطالب را در کیوتو، ۱۶ روز پس از عقب‌نشینی از خلیج هاکاتا (۱۹ نوامبر) از شخصی شنیده‌است. در طومار تاریخی موکو شورای اکوتوبا (تدوین بین سال‌های ۱۲۷۵ و ۱۲۹۳) و هاچیمان گودوکون (تدوین در ۱۳۱۸–۱۳۰۳ میلادی) و همچنین یک منبع تاریخی–مذهبی ژاپنی دیگر به نام کونبو بوتسوشی ایسون کانشین گاکوشوکی (تدوین ۱۲۸۵) که هم دوره با این جنگ نوشته شده، اشاره‌ای به توفان و باران نشده و تنها نوشته شده که کشتی‌ها روز بعد ناپدید شدند یا عقب‌نشینی کردند.
بر همین اساس، این نظریه که در نبرد نخست و در شب عقب‌نشینی سپاه مغول در ۱۹ نوامبر (روز بیستم از ماه دهم سال یازدهم بون‌ای) در سواحل خلیج هاکاتا توفانی رخ نداده‌است، امروزه به‌طور فزاینده‌ای در بین محققان به عنوان نظریه معتبرتر مطرح می‌شود. از آنجایی که رسیدن خبر از هاکاتا تا کیوتو به‌طور طبیعی ۱۰–۸ روز طول می‌کشد، احتمال این می‌رود که منبع تاریخی کانچوکی به توفانی اشاره می‌کند که پس از عقب‌نشینی مغول از خلیج هاکاتا اتفاق افتاده‌است. همچنین در رویدادنامه کاماکورا اخباری در مورد جنگ با قوای مغول چهار روز پس از عقب‌نشینی از خلیج هاکاتا در چشم می‌خورد. از طرف دیگر زمان رسیدن قوای گوریو به کشورشان ثبت شده‌است و این زمان بسیار دیرتر از آن است که روز بازگشت ۱۹ نوامبر در نظر گرفته شود. امروزه محققان نظر بر این دارند که قوای مغول پس از عقب‌نشینی از خلیج هاکاتا برای مدتی در اطراف آبهای ژاپن مستقر بود و احتمالاً در طی این زمان با باد شدید آغاز زمستان روبرو شده‌است.

### علت شکست حمله مغول

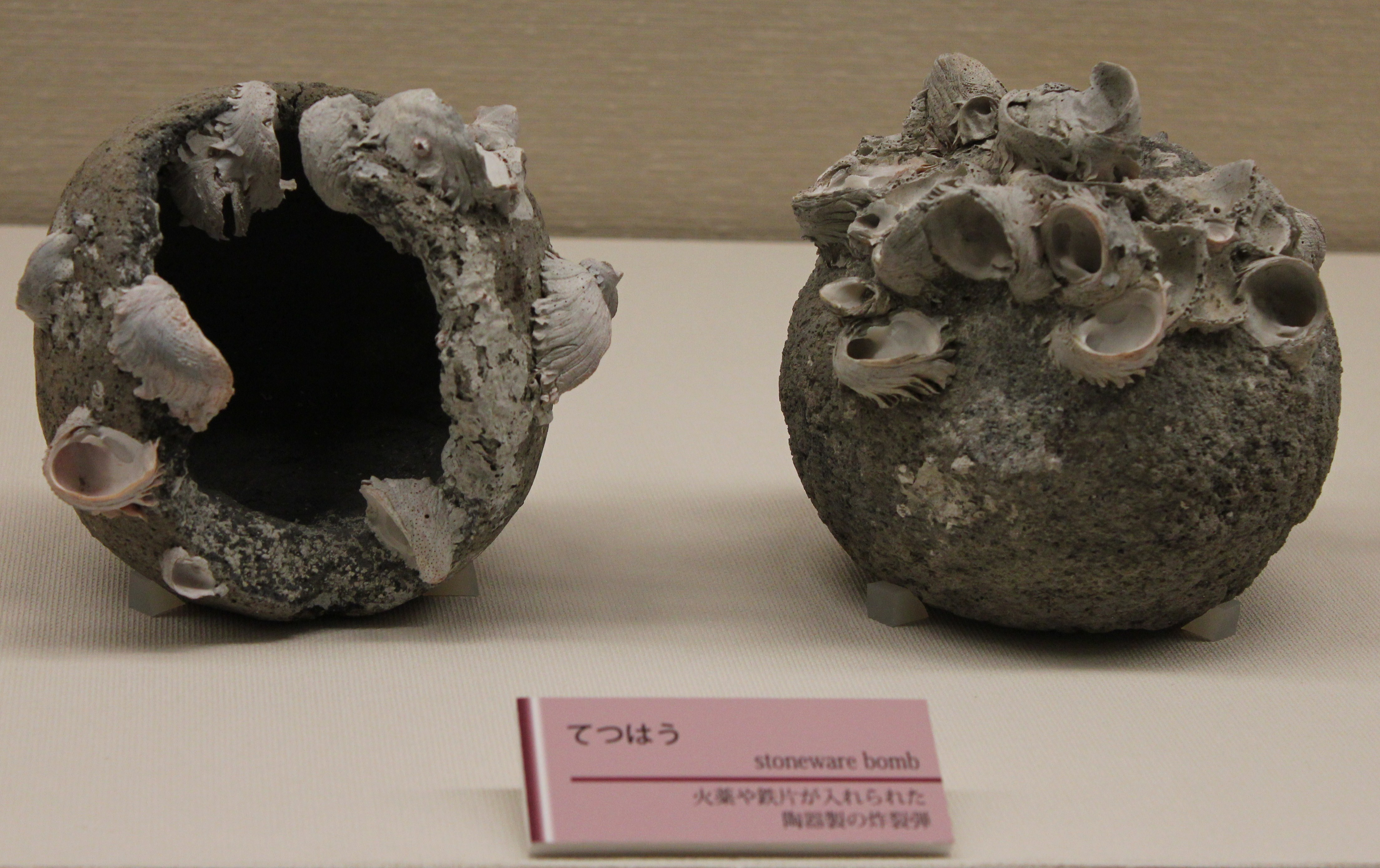
تصویر «تتسوهائو» که در موزه تاریخ گنکو نگهداری می‌شود. «تتسوهائو» نوعی مواد منفجره نارنجک مانند و حاوی باروت است که توسط قوای مغول در حمله به ژاپن استفاده می‌شد.

قوبلای‌خان کاملاً مقاومتی را که ژاپنی‌ها می‌توانستند در مقابل حمله وی انجام بدهند را دست کم گرفته بود. گرچه ژاپنی‌ها مجهز به سلاح‌های دوربرد مغول‌ها مانند کمان زنبورکی و منجنیق نبودند و فرماندهان آنها به اندازه رهبران مغول تجربهٔ جنگی نداشتند اما آنها خود را برای دفاع ساحلی آماده کرده بودند و در سرزمین‌های خود می‌جنگیدند و تعدادشان بیشتر و با جغرافیا و آب‌وهوا آشناتر بودند.

## در فاصلهٔ بین دو نبرد

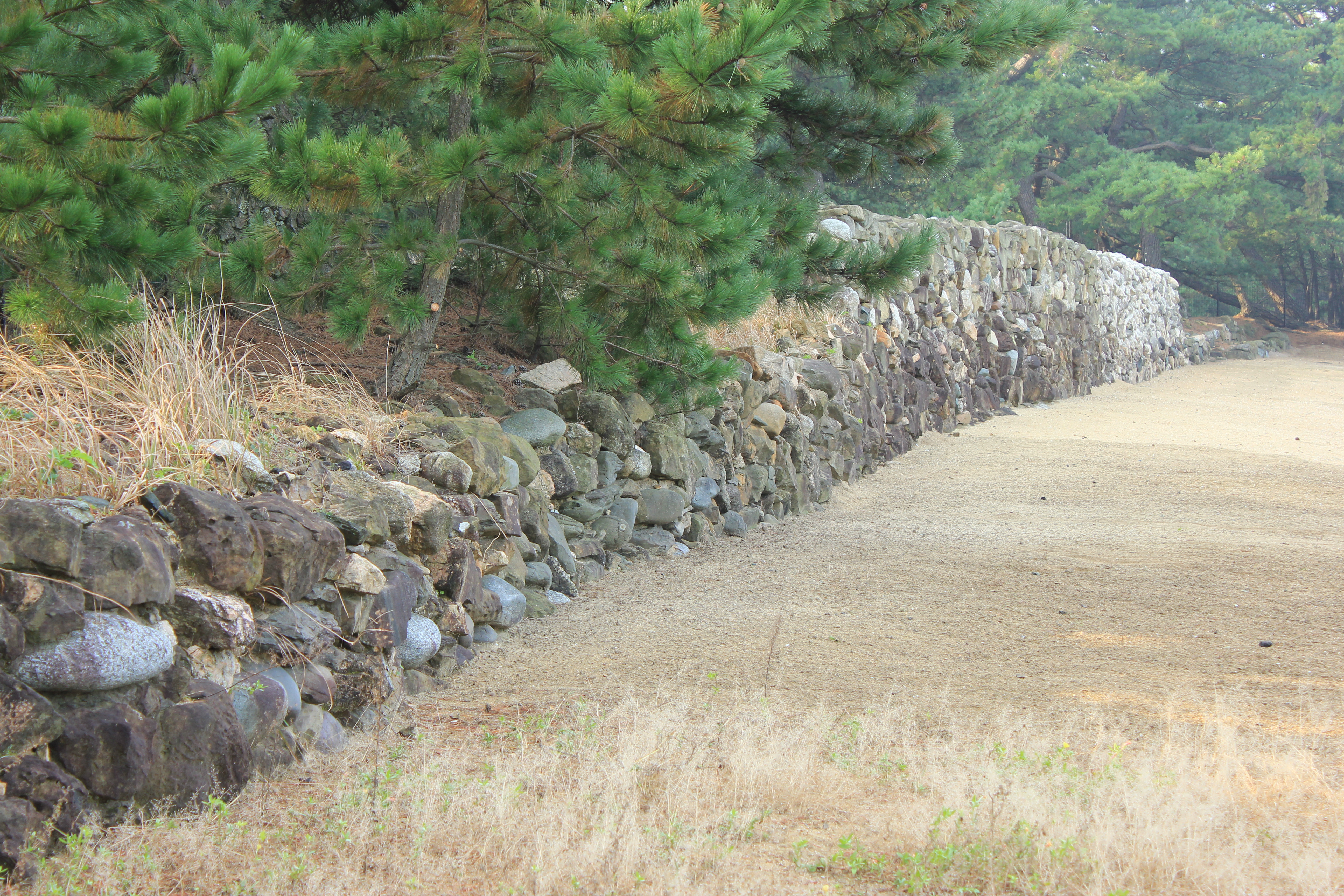
آثار باقیمانده از دیوار سنگی دفاعی گِنکُو بُوری در سواحل خلیج هاکاتا

در سپتامبر ۱۲۷۵ میلادی، پس از شکست در حملهٔ نخست بار دیگر پنج فرستاده از سوی امپراتور مغول به ژاپن اعزام شدند. سفیران مغول بعد از ورود به کاماکورا منتقل شدند و سپس به دستور توکیمونه، فرمانده سپاه ژاپن، سر آنان قطع شد. گور این پنج فرستادهٔ مغول هنوز در یک معبد در نزدیکی شهر کاماکورا باقی‌مانده‌است. سپس دوباره در سال ۱۲۷۹، بدون آنکه امپراتوری مغول از کشته شدن هیئت نخست اطلاعی داشته باشد، هیئت ۵ نفرهٔ دیگری به ژاپن فرستاد. این بار در همان محل ورود در نزدیکی خلیج هاکاتا سر آن‌ها قطع شد. با وجود اینکه به قوبلای خان توصیه شده بود که از حملهٔ مجدد به ژاپن خودداری کند، او هنوز بر توسعهٔ امپراتوری مغول تا منتهی‌الیه سرزمین‌های جنوب شرقی آسیا اصرار داشت و پس از شکست در جنگ، بار دیگر به تجهیز نیرو جهت حمله به ژاپن پرداخت. قوبلای خان همان سال (۱۲۷۹ میلادی) توانست چین جنوبی را تصرف کند و سلسله سونگ را به‌طور کامل براندازد.

### آمادگی در برابر حمله

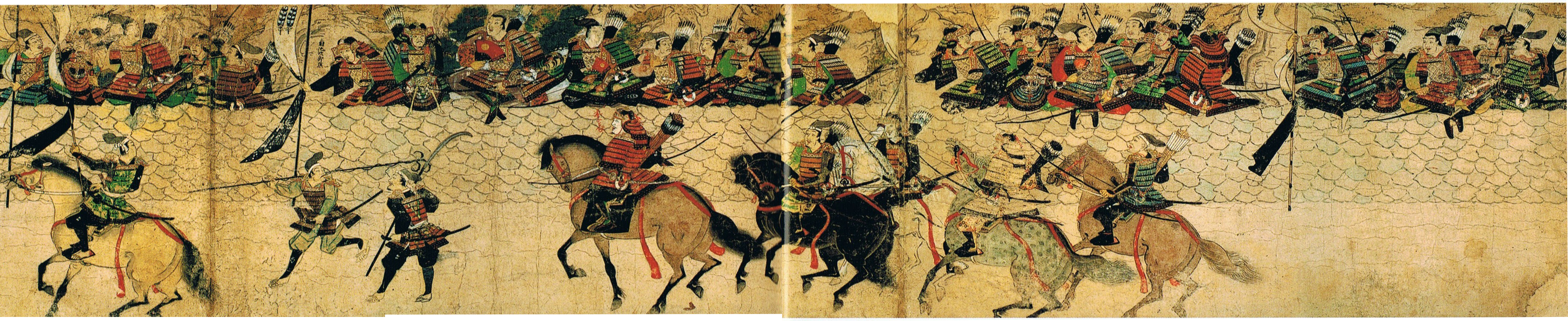
تصویری از گنکو بوروی یا دیوار دفاعی سنگی در سواحل خلیج هاکاتا، این دیوار مابین دو حمله ساخته شد. تاکه‌زاکی سوئه‌ناگا با زره قرمز رنگ در وسط تصویر دیده می‌شود. نقاشی دوازدهم از طومار دوم موکو شورای اکوتوبا

پس از تصرف چین جنوبی ژاپن در انتظار حملهٔ مجدد قوبلای خان بود و در سال ۱۲۸۰، به دستور دربار سلطنتی در تمام معابد و زیارتگاه‌ها برای پیروزی بر امپراتوری مغول مراسم دعا برپا شد.
ژاپنی‌ها در کنارهٔ سواحل خلیج هاکاتا دیواری سنگی به نام گِنکُو بُوری به طول ۲۰ کیلومتر و ارتفاع و عرض ۲ متر جهت دفاع از سواحل هاکاتا ساختند و به حالت آماده باش برای حملهٔ دوم درآمدند.

## دومین نبرد، نبرد کوآن
هفت سال بعد از شکست در نبرد نخست و در سال ۱۲۸۱ میلادی، قوبلای خان، بار دیگر بر آن شد که از جانب ساحل خلیج هاکاتا به ژاپن حمله کند. قوبلای خان دو ناوگان جنگی برای حمله تدارک دیده بود. ناوگان نخست توروگون یا جناح شرقی نامیده می‌شد و سپاهی ترکیب شده از سربازان گوریو و چینی و مغولی به تعداد ۴۰٫۰۰۰ بود. ناوگان دوم کونان‌گون نامیده می‌شد و از حدود ۱۰۰٫۰۰۰ نفر از سربازان چین جنوبی یا سلسله سونگ سابق تشکیل شده بود. نخست قرار بر این بود که پس از حرکت ناوگان اول، به زودی ناوگان دوم به آن بپیوندد؛ اما به دلیل بیماری ناگهانی فرمانده ناوگان دوم، حرکت این ناوگان با تأخیر بسیار انجام شد. از سوی دیگر سپاه صدهزار نفری ناوگان دوم تقریباً به‌طور کامل توسط سلسله یوآن (چین شمالی) از مردان کشور تازه به تصرف درآمدهٔ چین جنوبی تشکیل شده بود که به اجبار به این جنگ آورده شده بودند. این افراد به غیر از اینکه انگیزه‌ای برای جنگیدن با ژاپن نداشتند، فاقد سلاح‌های رزمی نیز بوده و بیشتر به ابزارهای کشاورزی مانند بیل و کلنگ مجهز بودند. بنابر فرضیه‌ها وجود این صدهزار مرد بیشتر به خاطر از بین بردن روحیهٔ جنگیدن در بین ژاپنی‌ها و بالا نشان دادن خطر تهدید بود.

### نبرد تسوشیما، پیروزی ژاپن
در نتیجه دیر رسیدن ناوگان دوم، ناوگان اول به تنهایی به جزیره تسوشیما حمله کرده و در این جزیره پیاده شد و این در حالی بود قبل از حمله به این جزیره به مدت دو هفته سربازان در داخل کشتی‌ها معطل و به حالت انتظار گذاشته شده بودند.

### نبرد شیکانوشیما، پیروزی ژاپن

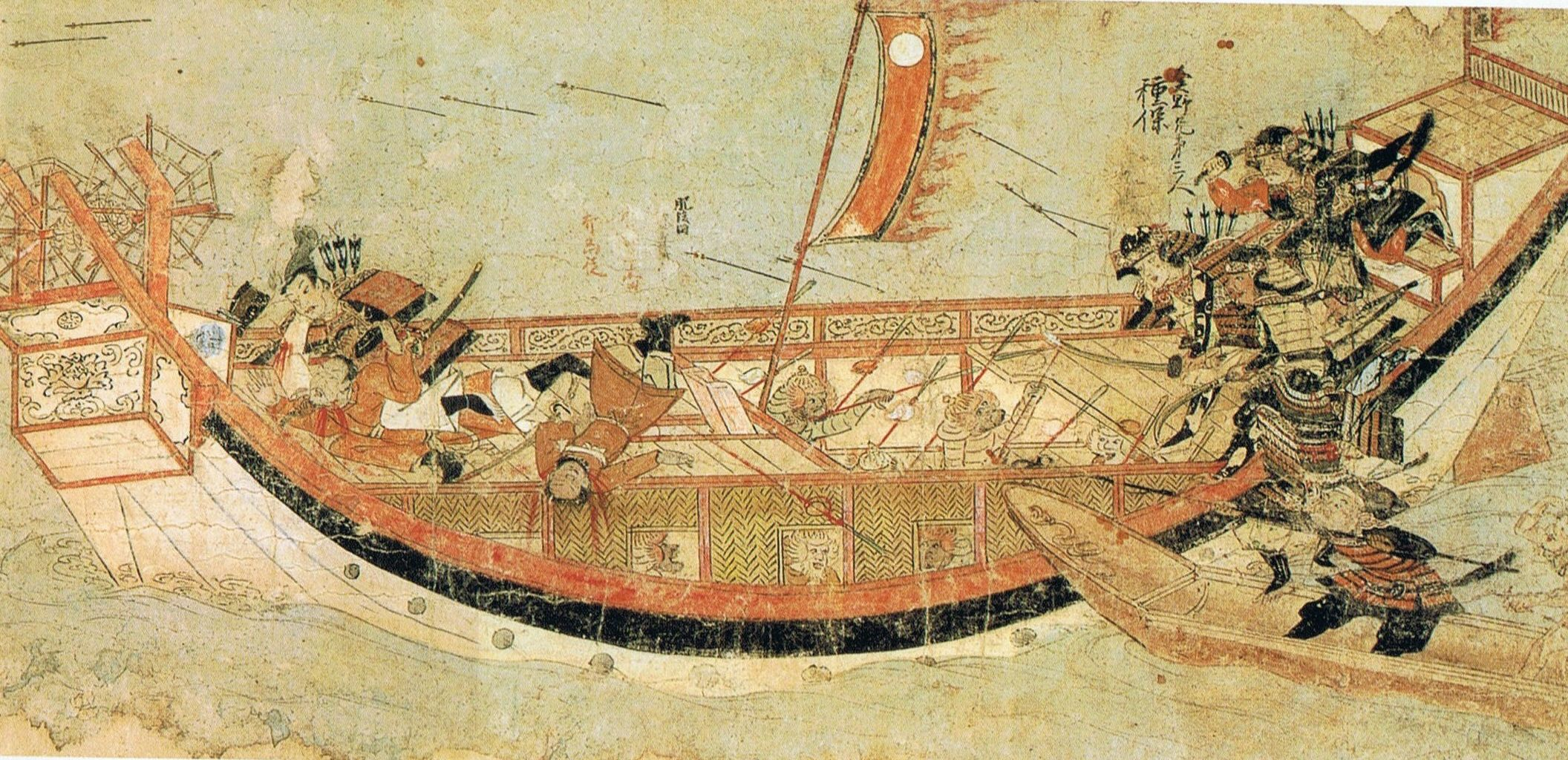
حملهٔ سامورایی‌ها به داخل کشتی‌های سلسله یوآن در سال ۱۲۸۱ میلادی. تاکه‌زاکی سوئه‌ناگا در گوشه چپ قایق در حال کشتن یک سرباز مغول به تصویر کشیده شده‌است.

بعد از تسوشیما به جزیرهٔ شیکانوشیما و جزیره نوکونوشیما حمله شد و به تدریج قوای جسمانی و وضعیت بهداشتی سربازان در داخل کشتی‌ها رو به وخامت گذاشت و در حدود ۳۰۰۰ نفر از ناوگان نخست بر اثر بیماری‌های گوناگون از بین رفتند. همان‌طور محل پیوستن به ناوگان دوم نیز از جزیره شیکانوشیما در استان فوکوئوکا به جزیره هیرادوشیما در استان ناگاساکی تغییر داده شد. همین عامل باعث شد که ناوگان اول در شیکانوشیما مجبور به ادامهٔ جنگ به تنهایی شود و از قدرت بدنی و انگیزهٔ سربازان به جنگ کاسته شد.
این بار ژاپنی‌ها از نظر جنگیدن تدابیر تازه‌ای به کار بردند؛ بدین صورت که ژاپنی‌ها شب‌ها با قایق‌های کوچک به کشتی‌های مهاجم نزدیک شده و با حملات چریکی شبانه تعداد بسیار زیادی از سربازان مغول، کره‌ای و چینی را در داخل کشتی‌هایشان می‌کشتند. این حملات برای مدتی باعث شد سربازان مهاجم که در تمام طول شب‌ها امکان خواب و استراحت از آن‌ها گرفته شده بود، به شدت خسته شوند اما در دراز مدت مثمر ثمر نبود؛ زیرا پس از مدتی سپاهیان متحد دست به ضد حمله زده و از بالای کشتی‌ها سنگ به طرف قایق‌ها پرتاب کردند. در اثر این ضد حمله‌ها تعداد زیادی از سربازان ژاپنی کشته شدند، بنابراین حمله‌های شبانه با قایق پس از مدتی متوقف شد و به جای آن نیروهای ژاپنی متمرکز شدند تا سپاه چینی را از جزیرهٔ شیکانوشیما که فاقد دیوار سنگی دفاعی بود، بیرون برانند. این جزیره تنها مکان در این جنگ بود که به میدان یک جنگ تبدیل شد.

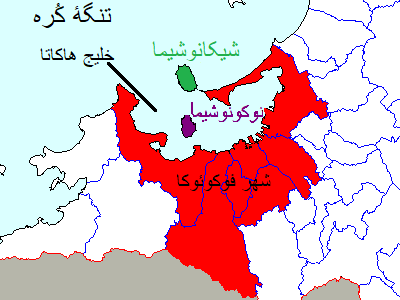
جزیرهٔ شیکانوشیما محل جنگ اصلی در حمله دوم به خلیج هاکاتا به صورت بیضی شکل در سمت شمالی شرقی خلیج دیده می‌شود و به‌وسیله راه خشکی باریکی با دیگر نواحی ساحلی خلیج هاکاتا و کیوشو در ارتباط‌است. جزیره‌ای که در وسط خلیج و بی‌ارتباط با خشکی قرار گرفته جزیرهٔ نوکونوشیما است.

### نبرد جزیره ایکی، پیروزی ژاپن
ساخت دیوار دفاعی سنگی از نظر بالا بردن قدرت دفاعی بسیار مثمر ثمر بود و باعث بی‌اثر شدن پرتاب تیرهای مهاجمان شد و سپاه متحد مهاجم را مجبور به عقب‌نشینی در دو جزیره شیکانوشیما و نوکونوشیما که فاقد دیوار بودند ساخت. از سوی دیگر در جزیره‌های تسوشیما و جزیرهٔ ایکی نیز که هیچ تدبیر دفاعی تهیه نشده بود، بار دیگر مردم مورد حمله قرار گرفته و تلفات دادند.

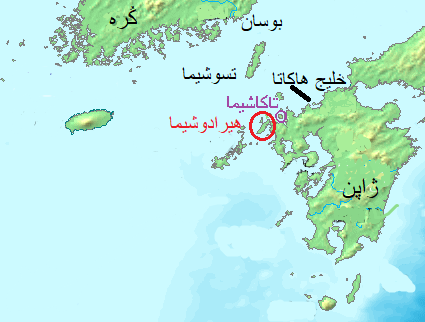
نقشه جنوب ژاپن و جزیرهٔ تاکاشیما محل غرق ناوگان‌های مغول در حمله دوم مغول در اثر توفان

### نبرد جزیره تاکاشیما، حمله به سپاه مغول
با وجود انگیزهٔ ضعیف سربازان و وضع ارتباطی نامساعد بین دو ناوگان، به هر حال در نزدیکی هیرادوشیما این دو به یکدیگر پیوستند و این در حالی بود که ناوگان اول در همین مکان تقریباً یک ماه به انتظار رسیدن ناوگان دوم باقی‌مانده بود. بالاخره حملهٔ نهایی تا اوایل ماه اوت یعنی فصل طوفان فصلی در ژاپن به تأخیر افتاد. هر دو ناوگان بعد از پیوستن به یکدیگر به قصد حمله مشترک به طرف خلیج هاکاتا حرکت کردند. روز دوازدهم اوت این کشتی‌ها در بین راه در نزدیکی جزیره تاکاشیما مورد حملهٔ شدید نیروهای ژاپنی قرار گرفتند.

### توفان
سرانجام سه روز بعد از این حمله و در شب پانزدهم اوت توفانی شدیدی که امروزه به نام کامی‌کازه شناخته می‌شود، درگرفت و هر دو ناوگان در نزدیکی جزیره تاکاشیما گرفتار توفان شدند. ژاپنی‌ها روز بعد، ناوگان چینی و کره‌ای را تقریباً به‌طور کامل درهم شکسته یافتند. باقی‌ماندهٔ سربازان مهاجم نیز که بعد از توفان جان سالم به در برده بودند، به دست سربازان ژاپنی کشته یا به اسارت گرفته شدند. در حملهٔ دوم حدود ۱۰۰٬۰۰۰ نفر از سربازان چینی و ۷۰۰۰ نفر از سربازان کره‌ای به کشور خود برنگشتند.

## بزرگی نیروها و تلفات
بزرگی نیروهای مهاجم میان مورخان محل بحث بوده‌است. دلایلی وجود دارد که از مختلف بودن شمار نیروهایی که در منابع معاصر ارائه شده و نسبتاً ناقص بودن گزارش‌ها در این مورد، پرسش شود. همین‌طور تفاوت فاحشی در منابع و ارزیابی‌کنندگان مختلف وجود دارد. این باور وجود دارد که هم ژاپنی‌ها و هم مغول‌ها در بزرگی نیروها اغراق کرده‌اند.
سال ۱۲۷۴ میلادی
در مورد شمار کارکنان کشتی‌های شرکت‌کننده در تهاجم سال ۱۲۷۴ میلادی اعداد ۲۰٬۰۰۰، ۴۰٬۰۰۰ و حتی ۹۰٬۰۰۰ تن ذکر شده‌است. جرج سانسوم تخمین زده این نیروها شامل ۱۵٬۰۰۰ مغول و ۸٬۰۰۰ کره‌ای بوده‌اند. استیون ترنبول از ۱۶٬۶۰۰ سرباز یاد کرده که ۱٬۶۰۰ تن از آن‌ها کره‌ای بوده‌اند. همین‌طور گزارش شده که ۵٬۰۰۰ سوار مغول در این تهاجم شرکت داشته‌اند. چندین منبع اشاره کرده‌اند که ناوگان مغول‌ها مشتمل بر ۹۰۰ کشتی بوده که ۳۰۰ کشتی بزرگ در میان‌شان بوده‌است. علاوه بر سربازان، حدود ۷٬۰۰۰ ملوان نیز خدمه را همراهی می‌کرده‌اند.
تلفات نیروهای مهاجم بیش از ۱۰٬۰۰۰ تن ذکر شده‌است. چندین منبع گزارش داده‌اند که این عدد ۱۳٬۰۰۰ تن بوده به اضافه ۲۰۰ کشتی. بزرگی نیروهای مدافع نیز قطعی نیست. ژاپن ناوگان قابل توجهی نداشته و بزرگی نیروهای نظامی‌اش توسط مغول‌ها بزرگ‌نمایی شده تا بتوانند شکست‌شان را توجیه کنند. اغلب مورخان بر این باورند که نیروهای مدافع به شکل قابل توجهی کوچک‌تر از نیروهای مهاجم بوده‌اند؛ احتمالاً تنها حدود ۳٬۰۰۰ تا ۶٬۰۰۰ سرباز ژاپنی در نبرد شرکت داشته‌اند.
سال ۱۲۸۱ میلادی
نیروهای مهاجم در حمله ۱۲۸۱ به شکل قابل توجهی بزرگ‌تر بوده‌اند و عملیات آن‌ها یکی از بزرگ‌ترین تهاجم‌های دریایی تاریخ پیش از پیاده‌شدن نیروهای متفقین در نرماندی در ۱۹۴۴ بوده‌است. همین‌طور در این تهاجم، اطلاعات در مورد بزرگی نیروها بسیار پراکنده هستند. اغلب اطلاعاتی وجود دارد که نیروهای مهاجمی که از شرق و از کره گسیل شده بودند شامل ۴۰٬۰۰۰ نفر و نیروهای مهاجمی که از جنوب و چین وارد عملیات شده‌اند، ۱۰۰٬۰۰۰ نفر بوده‌اند که براساس منابع مغولی است. تخمین‌ها البته شمار افراد را ده‌ها هزار نفر سرباز نشان می‌دهند. نیروهای مهاجم با حدود ۳٬۰۰۰ نفر مدافع ژاپنی سامورایی مواجه شدند. امروزه ممکن نیست که به‌درستی تعداد کشتی‌ها تخمین زده شود اما براساس یکی از آمارهای رایج، ناوگان مهاجم شرقی از کره شامل ۹۰۰ کشتی و ناوگان جنوبی از چین شامل ۳٬۵۰۰ کشتی بوده‌است. احتمالاً چندصد کشتی از این تعداد از نوع بزرگ بوده‌اند. همین‌طور اطلاعاتی وجود دارد که نشان می‌دهد بزرگی این ناوگان حدود ۱٬۵۰۰ کشتی بوده‌است.
این تهاجم به کشته‌شدن عده زیادی منجر شد که تعداد آن حدود ۱۰۰٬۰۰۰ نفر برآورد شده‌است. براساس گزارش‌های خاندان یوان حدود ۲۰٬۰۰۰ مغول و ۳۰٬۰۰۰ کره‌ای پس از نابودی بخشی از ناوگان از بین رفتند و باقی نیز کشته شدند.

## تمایل قوبلای خان برای حمله سوم
در سال ۱۲۸۴، فرمانروای ژاپن هوجو توکیمونه ناگهان در سی و چهار سالگی درگذشت. قوبلای خان ستادی برای بسیج به ژاپن تشکیل داد و چندین بار برای حملهٔ مجدد مقدمه‌چینی کرد اما با شورش مردم در کشورهای چین جنوبی و ویتنام علیه این امپراتوری و رخ دادن حوادث دیگر، فرصتی برای عملی کردن نقشه‌های خود برای حمله پیدا نکرد. با مرگ قوبلای خان در سال ۱۲۹۴ میلادی، سرانجام نقشهٔ او برای حمله به ژاپن نافرجام ماند. ژاپن با وجود مرگ قوبلای خان تا آخر دوره کاماکورا در حالت آماده باشِ نظامی باقی‌ماند.

## پیامدها

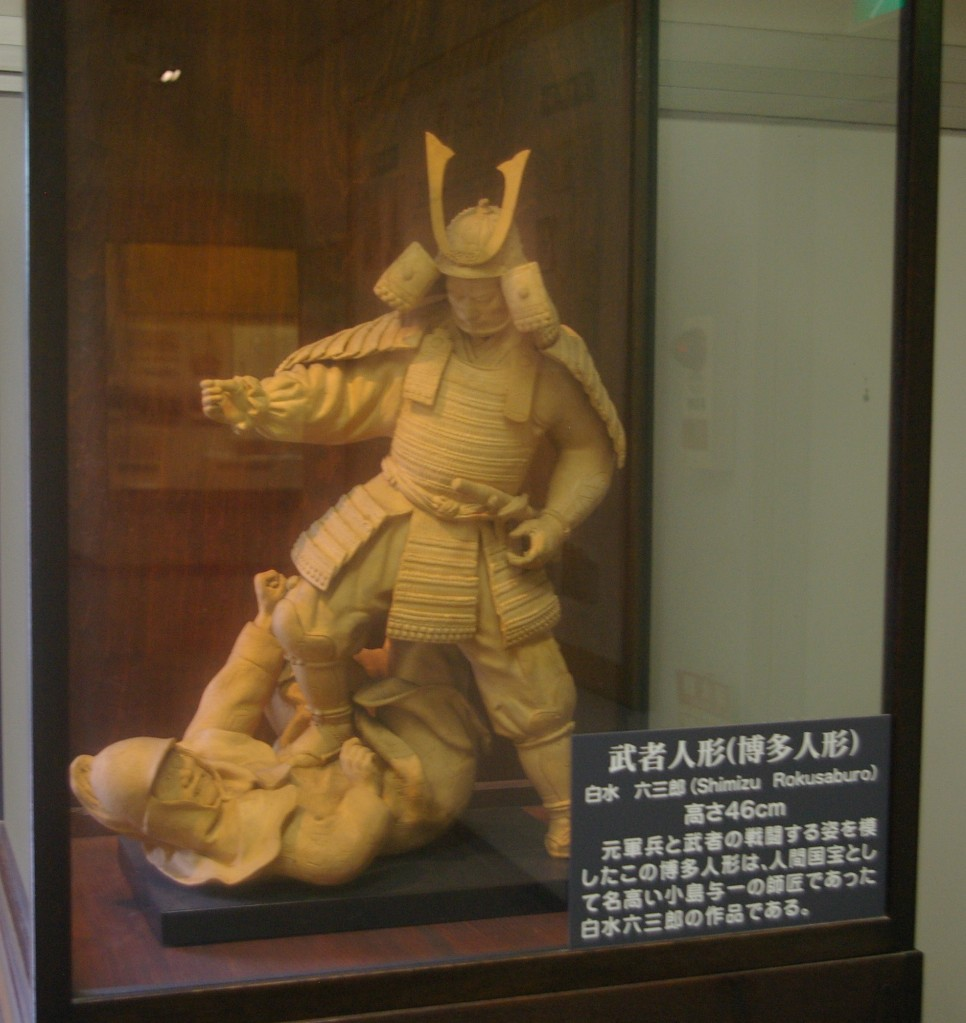
مجسمه‌ای که نبرد یک سامورایی و یک مغول را به تصویر کشیده‌است.

این جنگ چندروزه تمامی تجربهٔ ژاپن از نخستین جنگ با نیروهای مهاجم خارجی بود که در مقایسه با سایر حوادث مرتبط با حملات مغول به دیگر نقاط آسیا، بسیار کوچک می‌نماید. اما این حادثه بر امور داخلی ژاپن اثرات بسیار عمیقی گذاشت. همچنین رفتار بی‌رحمانهٔ سپاه متحد سلسله یوآن و گوریو با اهالی دو جزیرهٔ تسوشیما و ایکی‌نوشیما در طی یورش نخست، باعث بدنامی مغول در تاریخ ژاپن شد.

### اهمیت نظامی
از دیدگاه نظامی، تهاجم‌های ناکام به قوبلای خان تنها نخستین جنگ از سه جنگی بود که سامورایی‌ها، به جای جنگیدن در یک درگیری داخلی با نیروهای خارجی جنگیدند؛ دو حمله دیگر عبارتند از تهاجم هیده‌یوشی به کره (۱۵۹۸–۱۵۹۲) و حمله به ریوکیو (۱۶۰۹). همچنین این اولین باری بود که خاندان‌های سامورایی به جای جنگیدن برای منافع خاندان به خاطر خود ژاپن جنگیدند. همچنین این تهاجم‌ها ژاپنی‌ها را در معرض یک سبک جنگ بیگانه قرار می‌داد. این شیوه فاقد جنگ تن‌به‌تن بود که روش جنگیدن سنتی سامورایی‌ها به شمار می‌آمد. تفاوت در روش جنگ در هاچیمان گودوکون بدین ترتیب ذکر شده‌است: مطابق شیوه مبارزه ما ابتدا باید کسی را از صفوف دشمن نام برده و سپس با وی در یک جنگ تن‌به‌تن درگیر شویم. اما مغولان همه با هم به‌صورت دسته جمعی حرکت می‌کنند و هر کس را که بتوانند می‌گیرند و می‌کشند.
حمله به کشور ژاپن برای امپراتوری مغول تنها جنبهٔ جاه‌طلبانه داشت و پیروزی در جنگ نیز تنها از نظر حیثیتی برای این امپراتوری مهم بود زیرا این کشور نه تهدیدی برای مغول بود و نه غنیمت ارزنده‌ای محسوب می‌شد. اما برای کشور ژاپن این حمله یگانه یورش کشورهای خارجی به این کشور تا پایان جنگ جهانی دوم بود و ژاپنی‌ها این پیروزی را یک معجزه دانستند.
برای مغولان، این شکست یک شوک ویرانگر بود. شکست آنها خرقه شکست‌ناپذیری را از تن آنان برداشت، زیرا مردم اکنون فهمیده بودند که مغولان آسیب‌پذیر هستند. یکی از اصلی‌ترین پایه‌های قدرت مغول ایجاد وحشت روانی در بین مخالفان آنان بود. پس از این نبرد گرچه وحشت روانی از مغول کاملاً نابود نشد، اما به شدت کم‌رنگ شد. پرضررترین پیامد حمله به ژاپن هزینه‌های هنگفتی بود که مغول در این لشکرکشی متحمل شد. همچنین در آن زمان این تهاجم‌های ناکام، ضعف و عدم توانایی در تهاجم‌های دریایی مغول‌ها را نمایان کرد.

### تأثیرات مذهبی و اعتقادی
دورهٔ کاماکورا در تاریخ آیین بودایی در ژاپن یک نقطهٔ عطف بود. در این دوره رهبران جدید بودایی پیدا شدند و مکتب‌های آیین بودایی ژاپنی را بنیاد نهادند. برخی از این اصلاح‌گران عبارت بودند از هواخواهان سنت ذِن و نیچیرن، بنیان‌گذار مکتب جدید بوداگرایی نیچیرن که شهرت چشمگیری یافت. پس از حمله اعتقاد مردم به خدایان و قدیسیان شینتو و آیین بودا بیش از قبل شد. همچنین این اعتقاد که کامی‌کازه یا رب‌النوع توفان در حفظ سرزمین خدایان (ژاپن) دخالت کرده‌است، در مردم به وجود آمد. بر اثر این حمله مردم اعتقاد پیدا کردند که در هنگامهٔ خطر در آینده هم، خدایان خود به یاری و رهایی ژاپن خواهند آمد.

### اسطورهٔ کامی‌کازه

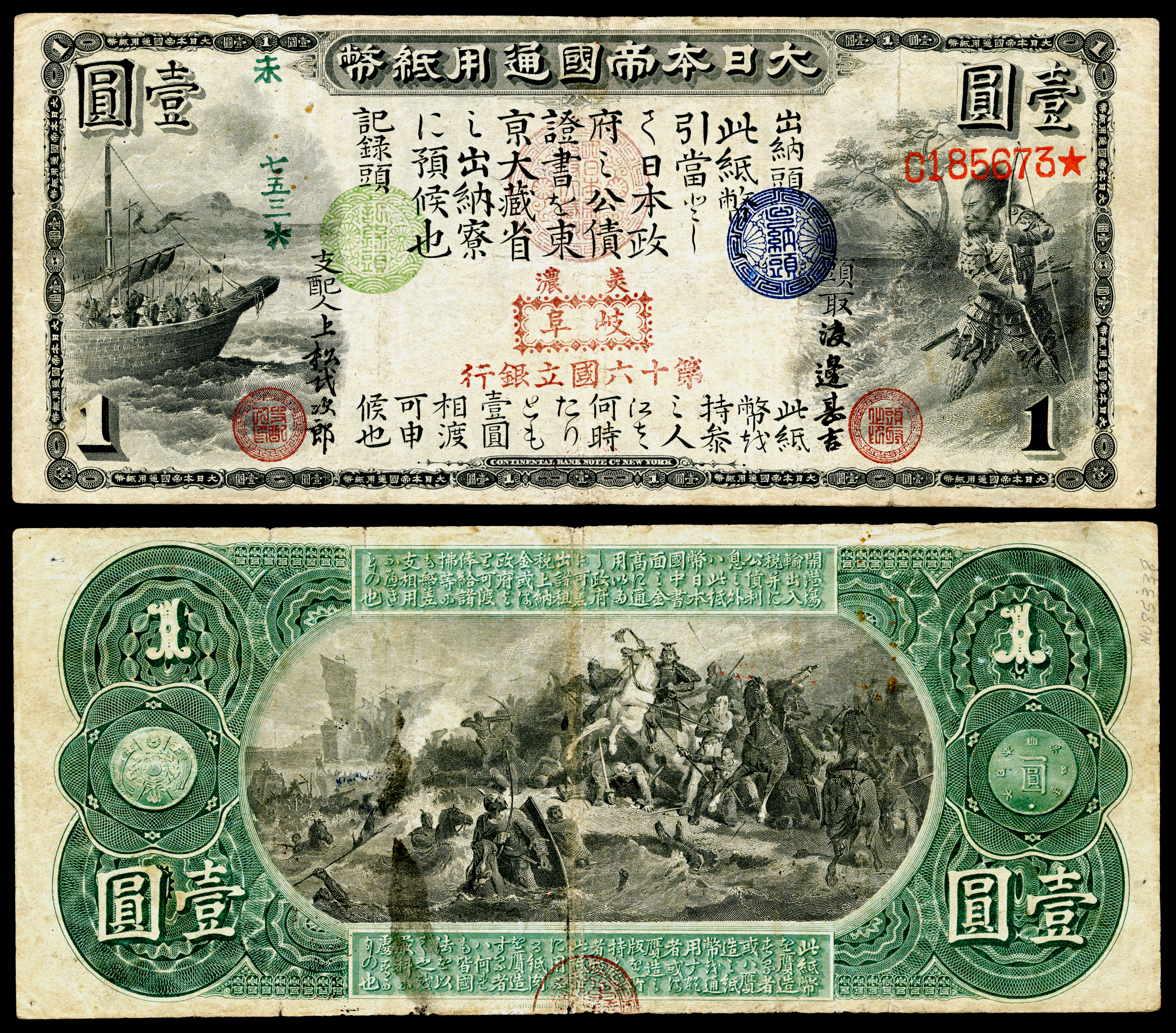
تصویری از نخستین اسکناس یک یِنی چاپ شده در سال ۱۸۷۳ با طرحی از حمله مغول به ژاپن در پشت اسکناس

کامی‌کازه یکی از واژگان دین شینتو است، در لغت به‌معنی «باد الهی» و در مفهوم هر باد شدیدی است که با قدرت خداوند می‌وزد. در منابعی که همزمان با رویداد حمله مغول نوشته و باقی مانده‌است، عبارت‌های «باد»، «باد شدید»، «باد مخالف»، «باد و باران شدید» به چشم می‌خورد اما نمونه‌ای از بکار بردن کامی‌کازه در این منابع دیده نمی‌شود. در دوره ادو (سال ۱۶۰۳ تا ۱۸۶۸ میلادی) رونوشت اسناد خاندان شیمازو در کتابی به نام ساپان کیوکی زاتسوروکو جمع‌آوری شد. در این کتاب رونوشتی از متنی آمده‌است که اصل آن یک‌سال بعد (۱۲۷۵ میلادی) از جنگ نخست یا جنگ بون‌ای نوشته شده‌است. این قدیمی‌ترین متنی است که عبارت کامی‌کازه در آن دیده می‌شود. در این کتاب آمده‌است که «در جنگ کامی‌کازه شروع به وزیدن کرد، بیگانگان مهاجم جان خود را از دست دادند و کسانی که در داخل کشتی‌ها بودند در ته دریا فرورفتند و باد آن‌ها را به طرف ساحل کشاند» و این نشان‌دهندهٔ این است که اعتقاد بر حمایت کامی‌کازه در این جنگ از همان ابتدا وجود داشته‌است. اما از آنجائیکه سند اصلی در دسترس نیست، این احتمال وجود دارد که عبارت کامی‌کازه در هنگام بازنویسی به این متن اضافه شده باشد. در اکثر منابع قدیمی که به این جنگ پرداخته‌اند مطالبی مبنی بر اینکه شکست دشمن به خاطر تأثیر برپا داشتن مراسم دعا در معابد سراسر کشور بوده به چشم می‌خورد، اما تأکید و رواج به کار بردن اصطلاح کامی‌کازه در اواخر دوره تایشو (۱۹۲۶–۱۹۱۲) تا اوایل دوره شووا (۱۹۸۹–۱۹۲۶) شدت بیشتری یافت و هدف از آن نیرومند کردن نظامی‌گری در کشور ژاپن بوده‌است. در کتاب تاریخ دورهٔ ابتدایی مدارس در دوره تایشو آمده‌است که «در جنگ با مغول‌ها کامی‌کازه شروع به وزیدن کرد و بیشتر کشتی‌های دشمن غرق شدند و تعداد بی‌شماری از سربازان دشمن در آب کشته شدند.» همین‌طور آمده‌است که «ژاپن کشور خدایان است و هر گاه نیاز باشد، حتماً کامی‌کازه این کشور را حمایت می‌کند.» ژاپنی‌ها از رخدادهای این جنگ، افسانه‌ها ساخته‌اند. در جنگ دوم جهانی نیز نامگذاری هواپیماهای انتحاری ژاپن به نام کامی‌کازه یا باد الهی از همین واقعهٔ شکست مغول الهام گرفته‌است. کامی‌کازه‌ها در طی جنگ جهانی دوم برای جلوگیری از نابودی ژاپن در روزهای نومیدی تن به حملات انتحاری می‌دادند و به دشمن می‌تاختند.

### موکو شورای اکوتوبا
یکی از میراث‌های لشکرکشی مغولان به ژاپن، پرده بزرگ نقاشی حمله مغول به نام موکو شورای اکوتوبا است که بخش‌های مهمی از آن بازمانده‌است. این نقاشی بسیار پرارزش تاریخی به درخواست و سفارش یک سامورایی به نام تاکه‌زاکی سوئه‌ناگا که در هر دو نبرد جنگیده بود کشیده شده‌است.
تاکه‌زاکی سوئه‌ناگا یک سامورایی دون پایه بود که املاک خود را قبل از وقوع جنگ از دست داده بود. وی به امید دریافت پاداش، در نخستین نبرد تحت فرمان شونی کاگه‌سوکه شرکت کرد و در خط اول حمله همراه با اسب خود مجروح شد. پس از پایان نبرد اول، فرمانده وی شونی کاگه‌سوکه، در گزارش خود به مقامات بالاتر جهت پرداخت پاداش، نام سوئه‌ناگا را ذکر نکرد و در نتیجه هیچ پاداشی به وی پراخت نشد. از آنجا که ادامهٔ زندگی سوئه‌ناگا به دریافت پاداش بستگی داشت، وی سال بعد با فروش اسب خود هزینه سفر تا کاماکورا را تهیه کرد و توانست با یک مسئول بلندپایه نظامی بنام آداچی یاسوموری شکایت خود را مطرح کند. توضیحات وی در مورد نحوه جنگیدنش در خط مقدم، چنان یاسوموری را تحت تأثیر قرار داد که وی به عنوان پاداش زمینی را به وی اهدا کرد و حتی اسب خود را به وی بخشید. در نبرد دوم نیز سوئه‌ناگا در جنگ فعالان شرکت کرد و بار دیگر پاداش دریافت کرد. وی در سال ۱۲۹۳ میلادی، کشیدن موکو شورای اکوتوبا را بر اساس خاطرات خود از جنگ، به یک استاد نقاش سفارش داد. این پردهٔ نقاشی به جز ارزش هنری، به این خاطر که اطلاعاتی دربارهٔ روش جنگیدن و کار سامورایی‌ها در پایان سده سیزدهم میلادی به دست می‌دهد نیز بسیار مهم و باارزش است.

### برافتادن حکومت کاماکورا
پیامد سال‌ها تدارک نظامی به منظور جنگ با مغولان برای شوگون‌سالاری کاماکورا (زمان حکمرانی ۱۳۳۳–۱۱۸۵ میلادی) مصیبت‌آمیز بود. بسیاری از وفادارانی که برای پاسداری از حکومت جنگیده بودند و همچنین معابدی که در طی جنگ برای پیروزی دعا کرده بودند، اینک در انتظار پاداش بودند و برآورده کردن این خواسته از توان حاکمان خارج بود. در پایان این جنگ هر چند که ژاپن توانست ارتش مغول را از کشور براند اما برخلاف جنگ‌های داخلی نخستین بار بود که زمینی به تصرف درنیامده بود و برخلاف عرف آن زمان دولت نتوانست به عنوان پاداش زمینی بین رزمندگان این جنگ اهدا کند. همچنین با توجه به اینکه انتظار حمله سوم از طرف مغول می‌رفت، سامورایی‌های منطقه کیوشو مجبور شدند بدون اینکه سودی ببرند، هزینه زیادی را جهت آمادگی نظامی متقبل شوند. به همین دلیل میزان نارضایی در میان سامورایی‌ها که می‌دیدند که در ازای خدمات بسیاری که از آنان توقع می‌رفت دستمزد اندکی دریافت می‌کنند بالا گرفت. در این هنگام بود که دولت جهت کمک مالی به سامورایی‌های بدهکار فرمان بازگرداندن وثیقه ضبط شده را در سال ۱۲۹۷ میلادی صادر کرد و از رباخواران خواست زمین‌هایی که در ازای پرداخت وام از سامورایی‌ها ضبط کرده بودند را به آنان پس دهد. اما پس از اجرای این فرمان رباخواران از دادن وام به کسانی که نیاز داشتند خودداری کردند و زندگی سامورایی‌ها بیش از پیش با سختی روبرو شد. از این رو، مشکلات مالی و کاهش وفاداری در میان اربابان قدرتمند به فروپاشی حکومت کاماکورا کمک کرد.